# سی‌اس‌سی

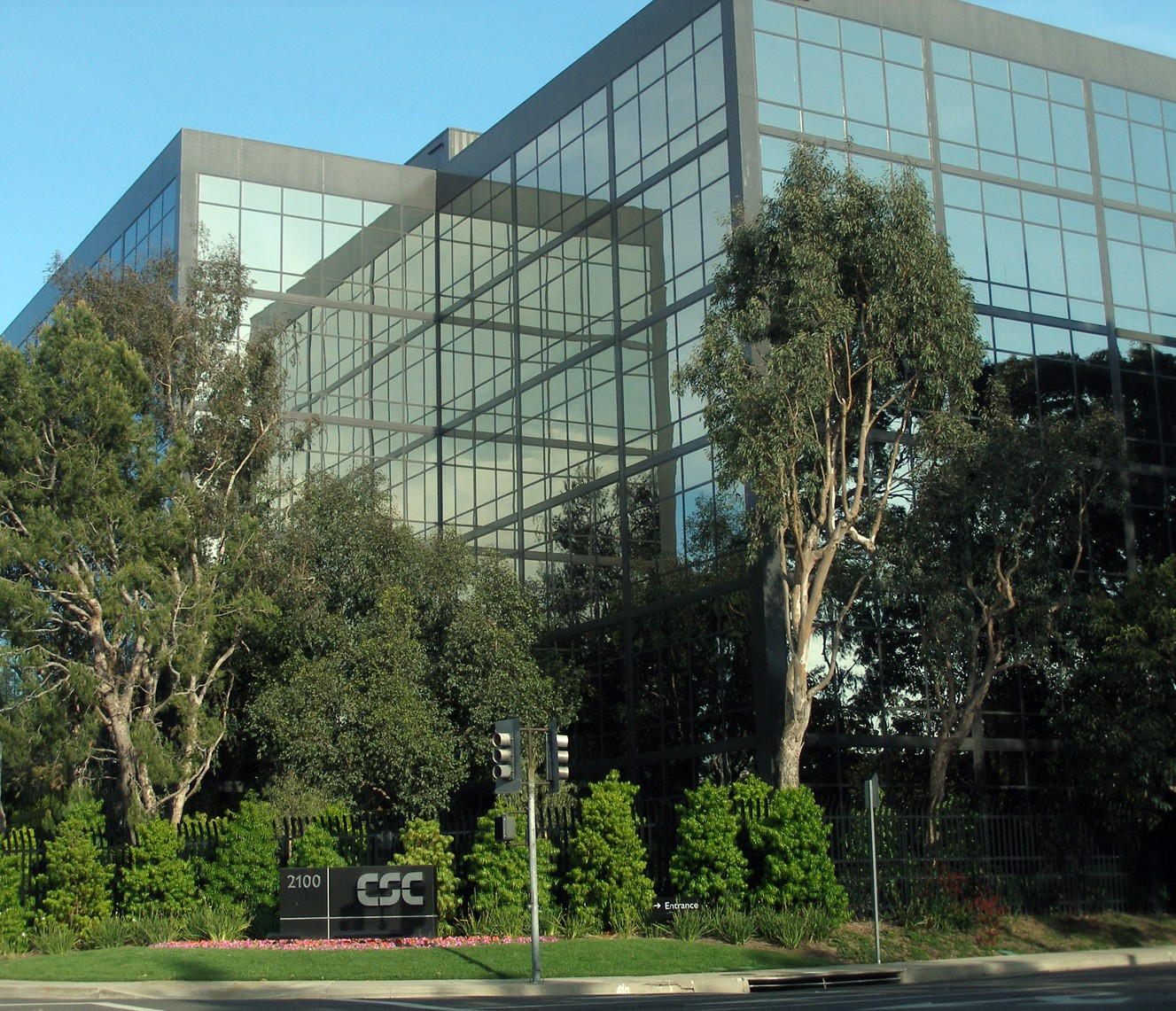
ساختمان مرکزی سی‌اس‌سی

سی‌اس‌سی (به انگلیسی: Computer Sciences Corporation) شرکت فناوری اطلاعات آمریکایی و چندملیتی است، که در زمینه ارائه خدمات مشاوره اطلاعاتی، مشاور مدیریت و برون‌سپاری فعالیت می‌نماید.
شرکت سی‌اس‌سی در سال ۱۹۵۹ توسط روی نات و فلچر آر. جونز راه‌اندازی شد و در حال حاضر دارای عملیات در کشورهای هند، کانادا، برزیل، ایتالیا، اسپانیا، آلمان، بریتانیا و هلند می‌باشد.
دفتر مرکزی این شرکت در شهر فالز چرچ، ویرجینیا، ایالات متحده آمریکا قرار دارد و بخشی از سهام آن در بازار بورس نیویورک معامله می‌شود. نام این شرکت در فهرست فوربز جهانی ۲۰۰۰ ذکر شده‌است، همچنین از سال ۱۹۹۵ نیز وارد فهرست فرچون ۵۰۰ از بزرگترین شرکت‌های ایالات متحده شد.